# Raya (Uttar Pradesh)
Raya es un pueblo y nagar Panchayat situado en el distrito de Mathura en el estado de Uttar Pradesh (India). Su población es de 21344 habitantes (2011). 

## Demografía
Según el censo de 2011 la población de Raya era de 21344 habitantes, de los cuales 11202 eran hombres y 10142 eran mujeres. Raya tiene una tasa media de alfabetización del 73,83%, superior a la media estatal del 67,68%: la alfabetización masculina es del 80,89%, y la alfabetización femenina del 66,04%.